# Carmine Preziosi
Carmine Preziosi (Sant'Angelo all'Esca, 8 luglio 1943) è un ex ciclista su strada italiano, vincitore della Liegi-Bastogne-Liegi nel 1965. Professionista dal 1963 al 1972, aveva caratteristiche di passista-velocista.

## Carriera
Nativo di Sant'Angelo all'Esca, emigrò con la famiglia dalla Campania al Belgio, più precisamente a Parcennes, per seguire il padre, impiegato nelle miniere di Charleroi. All'inizio della carriera ciclistica per sostenersi lavorò anche come autista, vetraio e cameriere. Dopo due stagioni e mezzo tra i dilettanti, in cui aveva colto numerosi successi (tra essi il Triptyque Ardennais e la Brussel-Opwijk), passò professionista nel giugno 1963, a nemmeno vent'anni di età, con la squadra francese Pelforth-Sauvage-Lejeune.
Nella carriera da pro colse in totale, compresi criterium e kermesse, una quindicina di vittorie. La più importante fu certamente quella alla Liegi-Bastogne-Liegi del 1965, davanti ad un altro italiano, Vittorio Adorni, e al termine di una volata  ritenuta irregolare: la giuria lo multò di mezzo milione di lire ma non lo privò del primo posto. Tra le altre vittorie di prestigio si ricordano anche il Giro del Belgio del 1967 e quello dell'Emilia del 1966.
Si ritirò dal professionismo al termine della stagione 1972.

## Palmarès
- 1961 (dilettanti)[2]

Classifica generale Deux Jours de Membre-Rochefort
Circuit du Hainaut
- 1962 (dilettanti)[2]

2ª tappa, 2ª semitappa, Triptyque Ardennais (Jevigné)
Classifica generale Triptyque Ardennais
3ª tappa Étoile Hennuyère (Wenfercée)
- 1963 (dilettanti)[2]

Brussel-Opwijk
Grand Prix Bodson
4ª tappa Tour du Roussillon (Carcassonne > Perpignano)
1ª tappa Circuit des Mines (Tucquegnieux > Longwy)
4ª tappa Circuit des Mines (Verdun > Montigny)
2ª tappa Ronde des Flandres (Dunkerque > Boulogne-sur-Mer)
- 1965 (Pelforth-Sauvage-Lejeune, tre vittorie)

Genova-Nizza
Bruxelles-Verviers
Liegi-Bastogne-Liegi
- 1966 (Bianchi-Mobylette, due vittorie)

Giro dell'Emilia
3ª tappa Giro di Sardegna (Olbia > Sassari)
- 1967 (Molteni, tre vittorie)

2ª tappa, 1ª semitappa, Giro del Belgio (Bouillon > Wellin)
Classifica generale Giro del Belgio
Bruxelles-Verviers
- 1968 (Frimatic-Wolber-De Gribaldy, una vittoria)

Grand Prix de la Ville de Fréjus

### Altri successi
- 1963 (Pelforth-Sauvage-Lejeune)

Criterium di Puteaux
Kermesse di Zellik
- 1964 (Pelforth-Sauvage-Lejeune)

Criterium di Ferrières-la-Grande
- 1965 (Pelforth-Sauvage-Lejeune)

Criterium di Hasselt
- 1966 (Bianchi-Mobylette)

Circuito di Teramo
- 1967 (Molteni)

Kermesse di Denderwideke

## Piazzamenti

### Grandi Giri
- Giro d'Italia

1966: 37º
- Vuelta a España

1969: 56º
1970: ritirato

### Classiche monumento
- Milano-Sanremo

1964: 20º
1965: 16º
1966: 29º
1967: ritirato
1972: 84º
- Giro delle Fiandre

1964: 33º
1965: 7º
1967: 24º
- Parigi-Roubaix

1964: 42º
1967: 33º
- Liegi-Bastogne-Liegi

1964: 19º
1965: vincitore
1968: ritirato
1972: ritirato
- Giro di Lombardia

1963: 29º
1964: 2º
1966: 32º